# Bodeljke
Bodeljke (škrpine, lat. Scorpaenidae), porodica riba iz reda škarpinki (Scorpaeniformes) koja obuhvaćča 26 rodova s 215 vrsta kojae žive u morskoj, i rjeđe u slatkoj i bočatoj vodi. U ovu porodicu ubraju se neke veoma otrovne ribe, često jarko obojene, koje poglavito žive na ili blizu morskog dna gdje se hrane rakovima i ribama. Ime im u hrvatskom jeziku dolazi po otrovnim leđnim, analnim ili prsnim bodljama, a naziv Scorpaenidae od starogrčke riječi "scorpios", što znači škorpion.
Prvi rod Scorpaena opisao je Linnaeus, još 1758. a posljednja vrsta otkrivena je 2012 godine u Indoneziji u zapadnom Pacifiku, Scorpaenodes bathycolus.
Neke vrste bodeljki drže se i po akvarijima.

## Rodovi:
1. Brachypterois Fowler, 1938
2. Caracanthus Kroyer, 1845
3. Dendrochirus Swainson, 1839
4. Ebosia Jordan & Starks, 1904
5. Hipposcorpaena Fowler, 1938
6. Hoplosebastes Schmidt, 1929
7. Idiastion Eschmeyer, 1965
8. Iracundus Jordan & Evermann, 1903
9. Neomerinthe Fowler, 1935
10. Neoscorpaena Mandrytsa, 2001
11. Parapterois Bleeker, 1876
12. Parascorpaena Bleeker, 1876
13. Phenacoscorpius Fowler, 1938
14. Pogonoscorpius Regan, 1908
15. Pontinus Poey, 1860
16. Pteroidichthys Bleeker, 1856
17. Pterois Oken, 1817
18. Pteropelor Fowler, 1938
19. Rhinopias Gill, 1905
20. Scorpaena Linnaeus, 1758
21. Scorpaenodes Bleeker, 1857
22. Scorpaenopsis Heckel, 1837
23. Sebastapistes Gill, 1877
24. Taenianotus Lacepède, 1802
25. Thysanichthys Jordan & Starks, 1904
26. Ursinoscorpaenopsis Nakabo & Yamada, 1996